# XX. dalmatinska divizija NOVJ-a
Dvadeseta (srednjo) dalmatinska udarna divizija NOVJ-a formirana je 10. listopada 1943. u Vrdovu na Dinari. U njen sastav su ušle Osma (šibenska), Deveta (trogirska) i Deseta (cetinska) brigada s oko 3 100 boraca. U periodu od veljače do travnja 1944. u sastavu divizije bila je i Peta prekomorska brigada.
Od osnivanja, pa do kraja rata, divizija je bila u sastavu Osmog dalmatinskog korpusa. Osnovno operativno područje divizije bila je srednja Dalmacija s osloncem na Dinaru, Svilaju i Dalmatinsku zagoru. 
Srednja Dalmacija jednim dijelom spadala je u zonu njemačkog 15. brdskog korpusa, a drugim 5. SS korpus Druge oklopne armije. Na teritoriju Dvadesete divizije operirao je dio njemačke 264. divizije, dio 118. lovačke divizije i snage 7. SS divizije. Pored njemačkih, u borbama sa snagama 20. divizije sudjelovale su i četničke, ustaške i domobranske snage. Najznačajnije borbe bile su protiv njemačkih snaga na pravcu Sinj-Livno tijekom operacije Ziethen. Kao protutežu njemačkim operacijama divizija je u prosincu 1943. napala i oslobodila Vrliku.

Divizija je vodila teške borbe u obrani slobodnog teritorija na Dinari prilikom ofenzive njemačkih, ustaških i četničkih snaga travnja 1944. Tijekom protuakcija u svibnju 1944. oslobodila je Aržano u kome je uništila bojnu ustaša.
Tijekom rujna 1944. počela je ofenziva NOVJ-a za oslobođenje Dalmacije, u kojoj je sudjelovala i Dvadeseta divizija.
Nakon koncentriranja ostalih snaga Osmog korpusa pokrenuta je Kninska operacija, kojom je likvidirana osnovna uporišna točka na desnom krilu njemačke "zelene linije" fronte u Jugoslaviji i uništena 264. divizija.
Od 20. ožujka 1945., divizija je, u sastavu 4. armije, sudjelovala u Ličko-primorskoj i Tršćanskoj operaciji protiv njemačkog 15. i 97. brdskog korpusa, koji su u ovim operacijama uništeni.